# Ärzte für sexuelle Gesundheit
Ärzte für sexuelle Gesundheit (AefsG) ist ein gemeinnütziger Schweizer Ärzteverein mit etwa 400 Einzelmitgliedern. Er wurde 1989 unter dem Namen «Aids-Aufklärung Schweiz, Ärzte für HIV-Prävention» (AAS) im Umfeld des Vereins zur Förderung der Psychologischen Menschenkenntnis (VPM) gegründet. Mit der Erweiterung des Zwecks auf den gesamten Bereich der sexuellen Gesundheit wurde 2013 der Name zu «Dr. Sexual Health, Ärzte für die sexuelle Gesundheit» geändert. 2019 kürzte die Mitgliederversammlung ihn auf «Ärzte für sexuelle Gesundheit» (AefsG), bei ansonsten gleichbleibenden Statuten.

## Vereinszweck
Zweck des Vereins ist es, die sexuelle Gesundheit zu fördern und für die sexuellen Rechte einzustehen. Er stützt sich auf die entsprechenden Definitionen der Weltgesundheitsorganisation (WHO) zur sexuellen Gesundheit. Im Bereich der sexuell übertragbaren Infektionen (STI) unterstützt der Verein die Ziele des Nationalen Projektes für HIV und andere STI (NPHS) des schweizerischen Bundesamts für Gesundheit. Der Verein steht für differenzierte Präventionsmassnahmen und befürwortet eine breite Palette an Präventionsmöglichkeiten, wie sie von der New Public-Health-Strategie der WHO und UNAIDS vorgeschlagen werden: Empfehlungen für das Testen nach Risikosituationen, Partnerinformation, risikoarmes Sexualverhalten, Reduktion der Anzahl Partner, „Treue“, Serosorting (HIV-Negative wählen ebenfalls HIV-negative Partner), Behandlung der STI-Infizierten, Impfungen etc. Der Verein wendet sich stets gegen die Tabuisierung und die Stigmatisierung von Menschen mit STI (inkl. HIV) oder anderen sexuellen Problemen. Er unterstützt die sexuellen Rechte wie die gesellschaftliche Anerkennung und Gleichstellung der Homosexuellen und anderer sexueller Identitäten (Orientierungen).
Er setzt sich dafür ein, dass die Erkenntnisse der modernen Sexualmedizin Allgemeingut werden. AefsG konzentriert sich räumlich auf die Schweiz und inhaltlich auf die häufigsten Probleme mit der sexuellen Gesundheit:
- Liebe und Sexualität
- sexuell übertragbare Erkrankungen (STI)
- sexuelle Funktionsstörungen
- sexuelle Gewalt bzw. sexueller Missbrauch.

## Geschichtliches
Die Gründung des Vereins erfolgte unter dem Namen Aids-Aufklärung Schweiz 1989 im Umfeld des Vereins zur Förderung der Psychologischen Menschenkenntnis (VPM). Er stand in Opposition zur Aids-Hilfe Schweiz und kritisierte die Safer-Sex-Werbekampagnen. Die AAS stand dafür ein, dass möglichst jeder HIV-infizierte Mensch das Recht hat, seinen HIV- und STI-Status zu kennen, damit er für sein Verhalten entsprechend selbst Verantwortung übernehmen kann. Deshalb forderte er die Abschaffung des HIV-Sonderstatus bei der Prävention der sexuell übertragbaren Infektionen. Die Gründe für die Empfehlung des HIV-Tests und Partnerinformation mit informed consent waren ausschliesslich medizinische und ethischer Art. In einem grossen Teil der Ärzteschaft stiess die AAS auf Kritik.
Zu Beginn der 2000er-Jahre rückte die offizielle HIV/STI-Strategie immer mehr vom HIV-Sonderstatus ab und erweiterte die Prävention auf die sexuelle Gesundheit. Es herrscht Konsens, dass eine möglichst frühe Diagnose und Behandlung entscheidend ist. Heute bestehen kaum noch inhaltliche Unterschiede zwischen der offiziellen Prävention und derjenigen der AefsG. In der Folge suchte der Verein aktiv eine Kooperationen mit dem BAG und seinen Partnern, um die Prävention in der Schweiz effizienter zu machen.
Der Verein blieb auch über die offizielle Auflösung des VPM im Jahre 2002 hinaus aktiv und erweiterte Anfang der 2000er Jahre seinen Zweck auf alle sexuell übertragbaren Infektionen und die sexuelle Gesundheit insgesamt. Der Grund war, dass es im Bereich sexuelle Gesundheit viele brennende Probleme gibt und die Krankheit AIDS, aber auch die HIV-Infektion, an Bedeutung verloren hat. So beschloss 2013 die Mitgliederversammlung die Namensänderung  auf „Dr. Sexual Health, Ärzte für sexuelle Gesundheit“ (DrSH), und 2019 die Kürzung des Namens auf „Ärzte für sexuelle Gesundheit“, AefsG.

## Tätigkeiten
Der Verband erbringt Leistungen insbesondere für die beiden Zielgruppen Ärzte und Patienten, da die Betroffenengruppen bereits vom BAG und anderen NGO unterstützt werden. Haupttätigkeit von AefsG ist es, wissenschaftliche Erkenntnisse aufzuarbeiten und in gut verständlicher Form die beiden Zielgruppen zu informieren. Er engagiert sich dafür, dass die Ärzte in ihrer Praxis die Sexualität aktiv ansprechen und die Sexualanamnese eine Selbstverständlichkeit wird. Dafür wurde die Initiative „Sensibilisierung der Ärztinnen und Ärzte für die sexuelle Gesundheit“ lanciert.
Zentrales Informationsinstrument ist Website. Ergänzend stellt AefsG Broschüren gratis der Bevölkerung zur Verfügung. Angeboten werden telefonische und Online-Beratung zur sexuellen Gesundheit. Zusätzlich werden Artikel in der Fach- und Laienpresse veröffentlicht. Der Verein lässt sich dabei von den anerkannten Grundsätzen der medizinischen Wissenschaften und medizinischer Ethik leiten, wobei er von seinem wissenschaftlichen Beirat mit internationalen Vertretern aus den unterschiedlichsten medizinischen Disziplinen unterstützt wird.
Die Aktivitäten von AefsG werden zu einem grossen Teil durch ehrenamtliche Mitarbeiter getragen. Die Ausgaben des Vereins sind durch Spenden gedeckt, womit sich der Verein seine Unabhängigkeit bewahrt.